# بوخولتز
بوخولتز (به هلندی: Bocholtz) یک منطقهٔ مسکونی در هلند است که در سیمپل‌فلد واقع شده‌است. بوخولتز ۵٬۵۷۳ نفر جمعیت دارد.